# 青岛纺织博物馆
青岛纺织博物馆，位于中华人民共和国山东省青岛市市北区四流南路80号、原青岛国棉五厂厂房内，最初成立于2009年，是一家以纺织为主题的主题博物馆。

## 历史
2009年，青纺联控股集团在市北区辽宁路80号青岛天幕城景区内开设青岛纺织博物馆，以记录、介绍青岛近现代纺织业历史为主题。2009年9月29日正式开馆。2012年，该馆被中国科协认定为全国科普教育基地。2016年，该馆在市北区四流南路80号“纺织谷”文化产业园区（即原青岛国棉五厂厂房）另择新址，并于2016年末至2017年初迁入新馆址。青岛纺织博物馆一期工程耗资4000万元，为青岛市市北区政府2017年重点推进项目。新馆于2017年7月开始试运行，9月29日正式开馆。

## 馆址及馆内概况

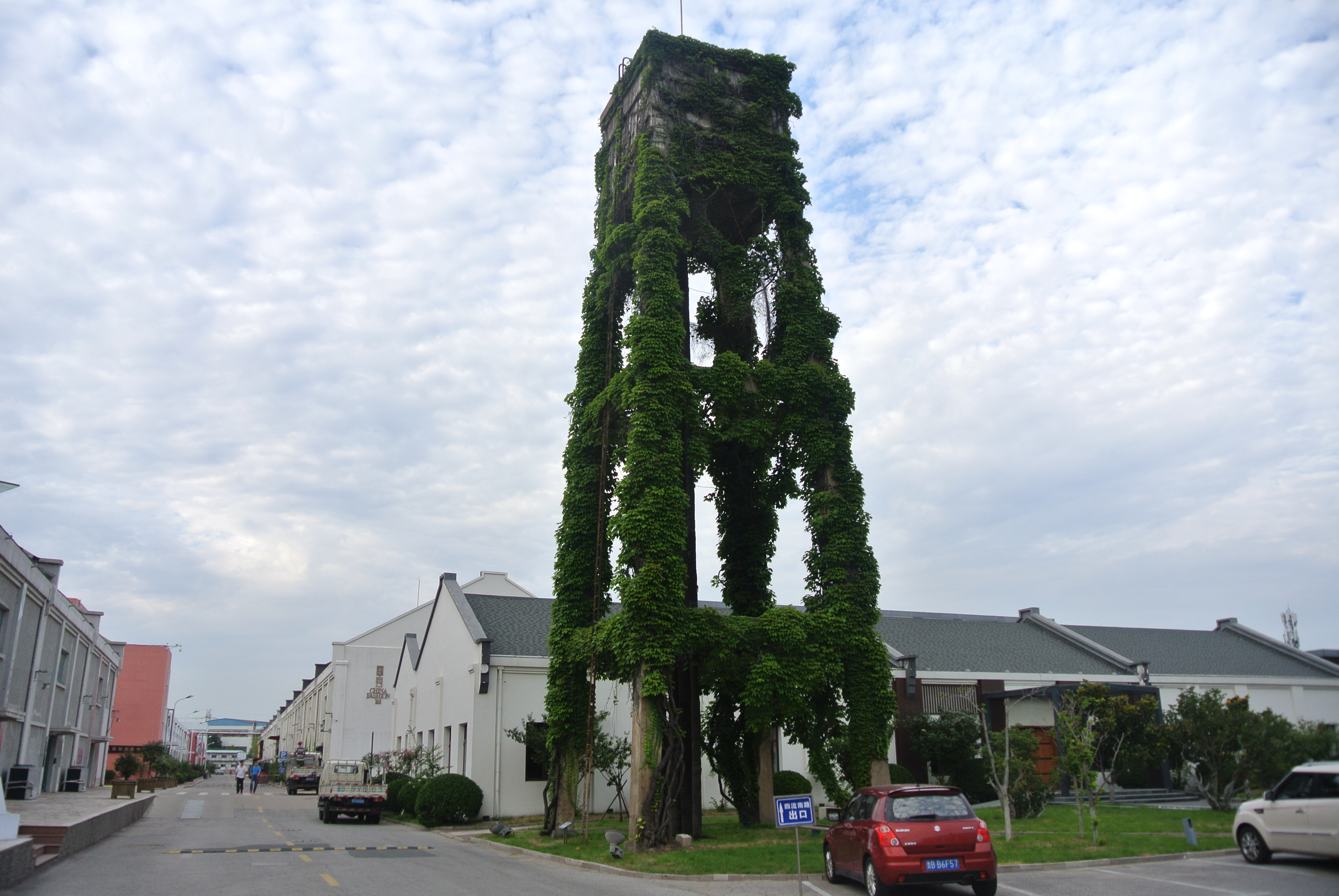
青岛纺织博物馆院内

青岛纺织博物馆原馆址所在的青岛天幕城原址最初为建于1917年的日商铃木丝厂，1949年后改为国营青岛丝织厂，2007年改建为青岛天幕城景区。其旧馆面积为4600平方米。
新馆所在的“纺织谷”最初为建于1934年的日商上海纺绩株式会社青岛工场，简称“上海纱厂”，1949年后改名为青岛国棉五厂，2014年改为“纺织谷”文化产业园区，为一处保存较完整的纺织厂建筑群。新馆规划占地面积17万平方米，建筑面积14万平方米。馆内包含专线铁路桥、旧水塔、锯齿形厂房等19处工业遗址景观，及历史馆、纤维科技馆、消防馆等9处特色场馆，各场馆除历史展览、科普教育外还具有互动体验及娱乐休闲功能。馆内藏有征集自各处旧国棉厂的摇纱机、打包机、变压器、手摇计算机等设备器具。

## 参观信息
青岛纺织博物馆除法定节假日外，全年周二至周日开放，开放时间为9:00-17:00，需购票参观。

## 图集
- 博物馆内景，近处为丰田自动织机1936年所造细纱机，为前纺织工业部部长郝建秀在青岛国棉六厂工作时所操作的机器
- 博物馆所藏丰田自动织机1936年所造并条机，征集自青岛国棉八厂
- 历史馆入口
- 历史馆内景